# Giancarlo Rebizzi
Giancarlo Rebizzi (Milano, 5 ottobre 1933) è un ex calciatore italiano, di ruolo attaccante.

## Carriera
Ha giocato in Serie A con le maglie di Legnano, Inter, e Bari, totalizzando complessivamente 18 presenze e 5 reti. È l'autore dell'ultima rete finora realizzata dal Legnano in massima serie, in occasione del pareggio interno con la Roma del 23 maggio 1954..
Ha inoltre totalizzato 78 presenze e 33 reti in Serie B con le maglie di Legnano, Brescia, Bari e Triestina, aggiudicandosi ex aequo il titolo di capocannoniere nella stagione 1954-1955 e centrando la promozione in massima serie col Bari nell'annata 1957-1958

## Palmarès
- Capocannoniere della Serie B:

1954-1955 (14 gol)